# 姆班扎剛果
姆班扎剛果（葡萄牙語：M'banza-Kongo），舊名為聖薩爾瓦多（葡萄牙語：São Salvador），是安哥拉西北部的城市，也是扎伊爾省的首府，毗鄰剛果民主共和國。是剛果王國的古都，2017年入选世界文化遺產名录，为安哥拉的第一个世界遗产。